# 하퍼스 바자

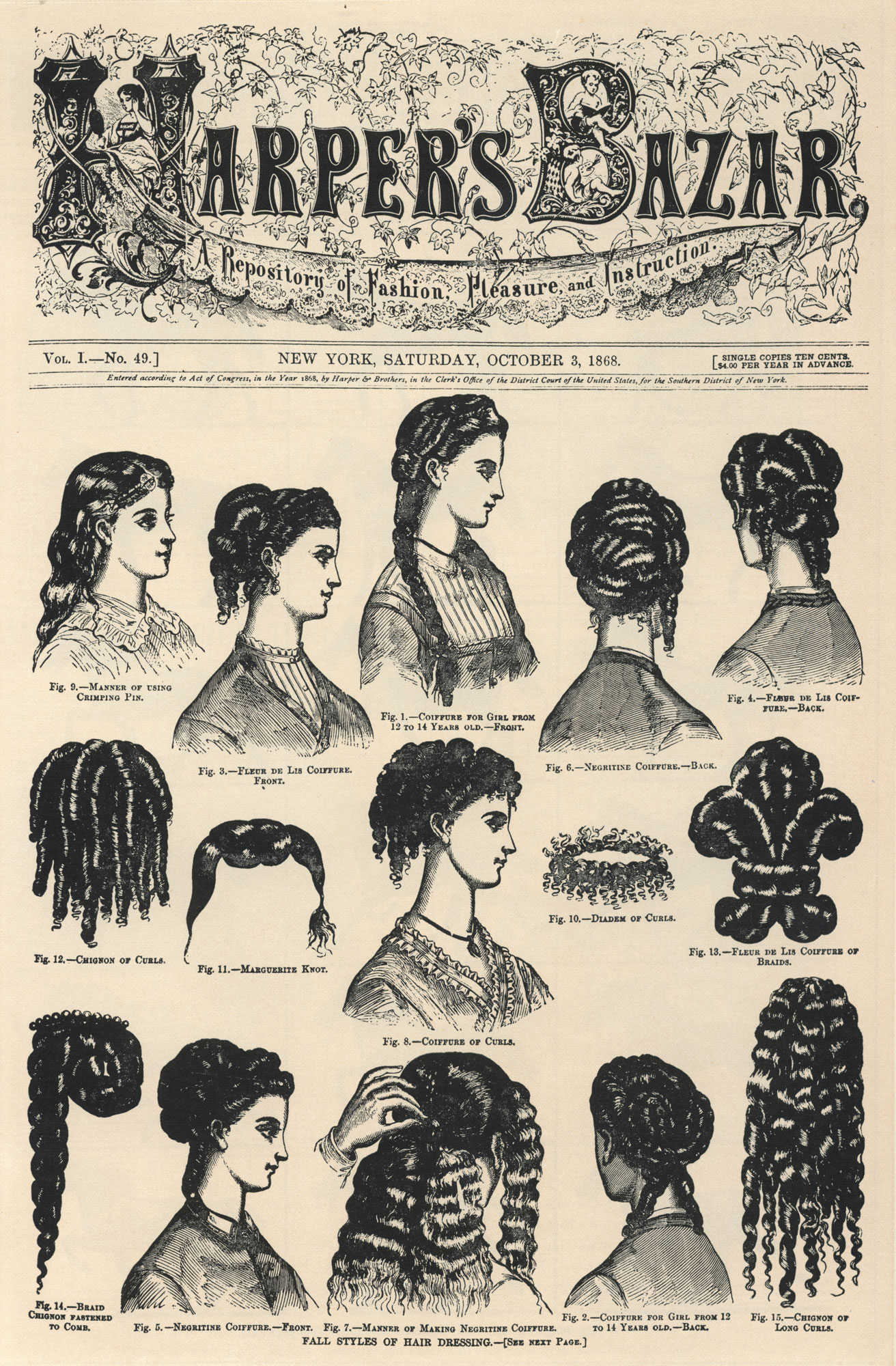

하퍼스 바자(Harper's Bazaar)는 미국의 여성 패션 잡지이다. 패션, 뷰티, 대중 문화에 관한 "차별화"된 시각을 제공하는 것을 기조로 삼는다.

## 역사
1867년, 몇 페이지짜리로 발행되어 미국의 첫번째 패션 잡지가 되었다. 출판 초기에는 중상류층 여성을 대상으로 한 주간지로 발행되었다. 신문 디자인 형식으로 이들에게 독일과 프랑스의 패션을 보여줬다. 1901년 월간지로 탈바꿈해 현재까지 월간지로 발행되고 있다.

## 한국의 하퍼스 바자
1996년 8월 한국에 창간되었다. 가야미디어에서 발행했다. 2016년 8월부터는 허스트중앙에서 발행한다.